# کریستین مایر (مورخ)
کریستین مایر (انگلیسی: Christian Meier؛ زادهٔ ۱۶ فوریهٔ ۱۹۲۹) استاد دانشگاه اهل آلمان و از استادان دانشگاه لودویگ ماکسیمیلیان مونیخ است.